# McLaren MP4-27
El McLaren MP4-27 es un automóvil monoplaza construido por el equipo británico de Fórmula 1 McLaren para competir en la temporada 2012. Es pilotado por Jenson Button y Lewis Hamilton.

## Presentación
El monoplaza fue presentado el día 1 de febrero de 2012 en la sede del equipo. A primera vista, parecía una evolución del monoplaza del 2011. El coche fue puesto en pista por primera vez el día 7 de febrero de 2012 en el Circuito de Jerez.

## Escapes polémicos
Durante la temporada anterior, muchos monoplazas tenían sus escapes diseñados de tal manera que mejoraban la carga aerodinámica, al dirigir los gases hacia el difusor trasero. Para la temporada en la que participa el MP4-27, este sistema, conocido como escapes sopladores ha sido prohibido, aunque siguen quedando resquicios normativos por los que sigue siendo posible conseguir el mismo efecto.
A pesar de que la FIA ha limitado enormemente las posibilidades de colocación de los tubos de escape, este MP4-27 los tiene especialmente diseñados con unos conductos hacia la parte posterior del coche que redirigen los gases a secciones específicas. Esta característica está compartida con el Ferrari F2012. Charlie Whiting, encargado de velar por que las escuderías, sus coches y sus pilotos cumplan las normativas, ha revisado ambos coches declarándolos legales.

## Resultados
(Clave) (negrita indica pole position) (cursiva indica vuelta rápida)
| Año  | Motor               | Neu. | N.º | Pilotos        | 1   | 2   | 3   | 4   | 5   | 6   | 7   | 8   | 9   | 10  | 11  | 12  | 13  | 14  | 15  | 16  | 17  | 18  | 19  | 20  | Puntos | Pos. |
| ---- | ------------------- | ---- | --- | -------------- | --- | --- | --- | --- | --- | --- | --- | --- | --- | --- | --- | --- | --- | --- | --- | --- | --- | --- | --- | --- | ------ | ---- |
| 2012 | Mercedes FO 108Z V8 | P    |     |                | AUS | MYS | CHN | BHR | ESP | MON | CAN | EUR | GBR | GER | HUN | BEL | ITA | SIN | JPN | RCO | IND | ABU | USA | BRA | 378    | 3º   |
| 2012 | Mercedes FO 108Z V8 | P    | 3   | Jenson Button  | 1   | 14  | 2   | 18≠ | 9   | 16≠ | 16  | 8   | 10  | 2   | 6   | 1   | Ret | 2   | 4   | Ret | 5   | 4   | 5   | 1   | 378    | 3º   |
| 2012 | Mercedes FO 108Z V8 | P    | 4   | Lewis Hamilton | 3   | 3   | 3   | 8   | 8   | 5   | 1   | 19≠ | 8   | Ret | 1   | Ret | 1   | Ret | 5   | 10  | 4   | Ret | 1   | Ret | 378    | 3º   |

- ≠ El piloto no acabó el Gran Premio, pero se clasificó al completar el 90% de la distancia total.